# Cortiçol-de-barriga-branca

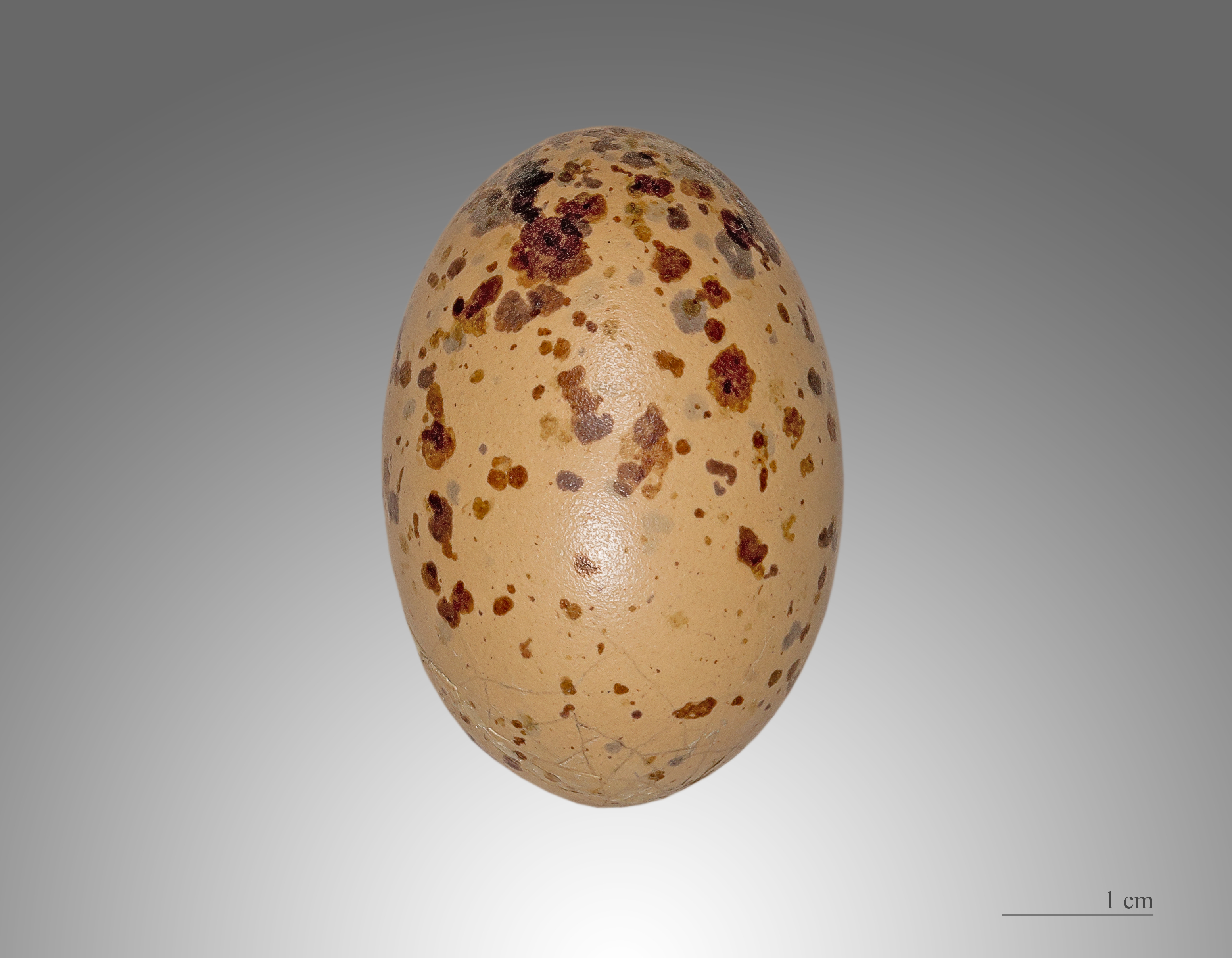
Pterocles alchata

O Cortiçol-de-barriga-branca (Pterocles alchata) é uma ave da família Pteroclididae. É um pouco mais pequeno que o cortiçol-de-barriga-preta, distinguindo-se pelo ventre branco e pela cauda longa.
Em Portugal esta espécie, outrora comum, encontra-se à beira da extinção.

## Subespécies
São reconhecidas 2 subespécies:
- P. a. alchata - Península Ibérica e sul de França
- P. a. caudacutus - norte de África e sudoeste da Ásia